# Skidskytte vid olympiska vinterspelen 1972
Skidskytte vid olympiska vinterspelen 1972 i Sapporo, Japan.

## Herrar

### 20 kilometer
| Medalj | Tävlande                        | Tid        | Bommar | Justerad tid |
| ------ | ------------------------------- | ---------- | ------ | ------------ |
| Guld   | Magnar Solberg (Norge)          | 1:13:55.50 | 2      | 1:15:55.50   |
| Silver | Hans-Jörg Knauthe (Östtyskland) | 1:15:07.60 | 1      | 1:16:07.60   |
| Brons  | Lars-Göran Arwidson (Sverige)   | 1:14:27.03 | 2      | 1:16:27.03   |

### 4 x 7,5 kilometer stafett
| Medalj | Lag                                                                             | Tid        | Bommar |
| ------ | ------------------------------------------------------------------------------- | ---------- | ------ |
| Guld   | Sovjetunionen (Aleksandr Tichonov, Rinnat Safin, Ivan Bjakov, Viktor Mamatov)   | 1:51:44.92 | 3      |
| Silver | Finland (Esko Saira, Juhani Suutarinen, Heikki Ikola, Mauri Röppänen)           | 1:54:37.25 | 3      |
| Brons  | Östtyskland (Hans-Jörg Knauthe, Joachim Meischner, Dieter Speer, Horst Koschka) | 1:54:57.67 | 4      |